# 府妾
府妾（越南语：／）是越南阮朝時對皇親、皇子妾室的稱呼。
按照阮朝慣例，皇親、皇子一般不立正室，元配和妾室都統稱為府妾，所生子女都屬於庶出。